# Hofanlage Bahnhofstraße 12
Die Hofanlage Bahnhofstraße 12 in der niedersächsischen Gemeinde Heeslingen, Ortsteil Weertzen, wurde zur Mitte des 19. Jahrhunderts gebaut. Aktuell (2025) wird sie zum Wohnen und wohl landwirtschaftlich genutzt.
Die Gebäude stehen unter Denkmalschutz (siehe auch Liste der Baudenkmale in Heeslingen).

## Geschichte und Beschreibung
Weertzen wurde 986 erstmals als Uuiredeshusun erwähnt. Es gehört zur heutigen Samtgemeinde Zeven im Landkreis Rotenburg (Wümme) und liegt rund 5 Kilometer südöstlich vom Kernort Heeslingen.
Die exponiert gelegene Hofanlage um einen zentralen gepflasterten Hof besteht aus
- dem eingeschossigen giebelständigen Wohn- und Wirtschaftsgebäude von 1848 (Inschrift) als Zweiständer-Hallenhaus in Fachwerk mit Steinausfachungen, reetgedecktem Satteldach, regionaltypischen senkrecht verbretterten oberen Giebeldreiecken und Grooter Door mit Korbbogen; das Innengerüst blieb weitgehend erhalten,[2]
- der eingeschossigen traufständigen Scheune von um 1850 auf Steinsockel in Fachwerk mit Steinausfachungen, ziegelgedecktem Satteldach und einer Quereinfahrt,[3]
- der giebelständigen Remise von um 1850 als holzverschalter Gefügebau mit ziegelgedecktem Satteldach,[4]
- und an der Straße dem langen traufständigen Stall von um 1850 in Fachwerk mit Steinausfachungen, ziegelgedecktem Satteldach und Verbretterung im Giebeldreieck; die historischen Türen in der Westfassade stammen von einem anderen Bau.[5]

Das Landesdenkmalamt befand u. a.: „… ein gut überkommenes Beispiel für eine zeit- und gebäudetypische Hofanlage ….“